# HD 103884
HD 103884，又名CP-61 2829，SAO 251659、HR 4573，是一颗恒星，视星等为5.57，位于銀經296.76，銀緯-0.22，其B1900.0坐标为赤經11h 52m 38.3s，赤緯-61° -0.22′ 30″。